# Dioptrie
În optică, dioptria este o unitate de vergență omogenă, inversă distanței focale. Simbolul dioptriei este litera grecească δ („delta”).
Astfel, o lentilă de o vergență de 20 δ va avea o distanță focală de 50 milimetri (a douăzecea parte dintr-un metru).

## Definiție
Pentru o lentilă subțire, cu două raze de curbură, numărul dioptriilor poate fi calculat după următoarea formulă:{\displaystyle P={\frac {1}{f}}=(n-1)\left({\frac {1}{R_{2}}}-{\frac {1}{R_{1}}}\right)}

Unde,
- P: Reprezintă puterea lentilei în dioptrii ({\displaystyle m^{-1}}).
- f: Distanța focală în metri.
- n: Indicele de refracție al materialului din care este confecționată lentila.
- R1 și R2: Exprimă razele de curbură ale lentilei..

## Importanță
Interesul dioptriei rezidă în simplificarea calculelor combinațiilor de lentile subțiri, întrucât ea conduce la folosirea imediată a formulei lui Descartes, care permite găsirea unei relații între distanța obiectului p, distanța imaginii p’ și vergența C a unei lentile subțiri, dată de formula: {\displaystyle {\frac {1}{p'}}-{\frac {1}{p}}-C=0}.
Oftalmologii  caracterizează defectele de vedere ale pacienților lor folosind această unitate.
Miopii folosesc lentile corectoare divergente cu dioptrie negativă, iar hipermetropii și prezbiții, lentile convergente cu dioptrie pozitivă.
De exemplu, un ochi miop, care este corectat cu o lentilă corectoare de -0,5 dioptrie, vede clar (fără corecție) la maxim 2 metri:
(2 m = 1 / 0,5 δ).
Un ochi emetrop (nici miop nici hipermetrop) în repaus se acomodează, în teorie, la infinit fără lentile corectoare  (∞ = 1 / 0 δ); în practică, această distanță este însă de ordinul a șaizeci de metri.
În manuscrisul său Dioptrice (1611), Johannes Kepler a folosit deja acest termen, referindu-se la optica folosită la crearea lunetei.  

## Etimologie
Termenul românesc dioptrie este împrumutat din franceză dioptrie și din germană Dioptrie. În franceză, termenul dioptrie este un derivat al cuvântului francez dioptre, care provine de la grecescul dioptron: „ce servește la a vedea prin”.